# 아무르 하바롭스크
아무르 하바롭스크(러시아어: Амур Хабаровск)는 1957년 창단된 러시아 하바롭스크의 프로 아이스하키팀이다. 현재 콘티넨탈 하키 리그에 참가하고 있으며 홈구장은 트락토르 아이스 아레나이다.